# Gondwanoscurus cruciferus
Gondwanoscurus cruciferus är en tvåvingeart som beskrevs av Gregory R. Curler 2009. Gondwanoscurus cruciferus ingår i släktet Gondwanoscurus och familjen fjärilsmyggor.
Artens utbredningsområde är Thailand. Inga underarter finns listade i Catalogue of Life.